# جون ريتشاردز (سياسي أمريكي، مواليد 1963)
جون ريتشاردز (بالإنجليزية: Jon Richards)‏ هو محامي وسياسي أمريكي، ولد في 5 سبتمبر 1963 في وكيشا في الولايات المتحدة. نشط حزبياً في الحزب الديمقراطي. وقد انتخب عضو جمعية ولاية ويسكونسن.